# Титов, Алексей Алексеевич (градоначальник)
Алексе́й Алексе́евич Тито́в (1783, Муром — 1848, Муром, Российская империя) — российский историк, краевед, предприниматель; городской голова Мурома (1830—1833).

## Биография
Родился в 1783 году в Муроме, в купеческой семье Алексея Алексеевича Титова и по примеру отца вёл летописные записи в которых отражал различные события и случаи, происходившие в общественной и частной жизни города Мурома.
В 1812 году, в период Отечественной войны, был избран городским обществом ратманом в местный Магистрат и, за трехлетнюю службу, получил похвальный лист, а по окончании войны — бронзовую медаль.
В 1818 году был избран бургомистром в тот же магистрат и также награждён похвальным листом.
С 1825 по 1840 годы исполнял обязанности церковного старосты Христорождественского храма города Мурома в котором благоустроил в трапезной придел во имя святой великомученицы Екатерины, освящённый в том же году епископом Владимирским и Суздальским Парфением (Чертковым). Был награждён епископом иконой Владимирской Божией Матери, с собственноручной надписью: «Попечителю и украсителю храма Великомученицы Екатерины».
С 1830 по 1833 годы был избран Городским головой Мурома и за трехлетнее пребывание во главе городского самоуправления, проявил деятельное участие по благоустройству и благосостоянию города и жителей его. В 1830 году, из-за эпидемии холеры, в Муроме был открыт Комитет, в котором Титов в качестве члена принимал самое активное участие. За похвальные труды и самоотверженность он был удостоен золотой медали с надписью: «За усердие» на Аннинской ленте для ношения на шее.
Предпринимательская деятельность Титова, как купца, была сосредоточена на торгово-промышленном производстве собственного кожевенного завода, осуществлявшего обработку сырых кож; за их образцы, представленные на Выставке в Москве в 1813 году, он получил золотую медаль на Аннинской ленте, с надписью: «За трудолюбие и искусство» для ношения на шее.
В 1835 году, также на Московской выставке, за свои кожевенные изделия был награждён золотой медалью «За полезное» на Владимирской ленте.
Очень интересовался отечественной историей, преимущественно краеведением Мурома и Муромского уезда. В 1843 году в «Прибавлениях к Владимирским Губернским Ведомостям» был напечатан его труд «Взгляд на город Муром», а в «Памятной книжке Владимирской губернии 1900 году» — «Статистическое Обозрение города Мурома», законченное к 1840 году.
В 1834 году, при посещении города Мурома наследником цесаревичем Великим князем Александром Николаевичем, Титов подарил наследнику в рукописи своё сочинение «Историческое обозрение г. Мурома», за что в декабре месяце через генерал—адъютанта Александра Кавелина получил благодарность от цесаревича.
Скончался в 1848 году в Муроме в возрасте 65-ти лет не оставив наследников.